# AI-82
La AI-82 ó Autovía urbana "Acceso al Aeropuerto de Asturias" es una autovía urbana, catalogada como un vial o ramal desde la autovía, de 2,1 km de longitud en entorno urbano y dependiente del Ministerio de Transportes, Movilidad y Agenda Urbana, que une el enlace de la Autovía del Cantábrico (A-8) en Carcedo con el Aeropuerto de Asturias.
Ubicado en el enlace 417 de la Autovía del Cantábrico (A-8) accediendo a la glorieta de la carretera nacional N-632 y incorporar a la autovía AI-82 hacia el Aeropuerto de Asturias.

## Tramos
| Denominación | Tramo                                | Año servicio | Longitud (km) |
| ------------ | ------------------------------------ | ------------ | ------------- |
| AI-82        | A-8 Carcedo - aeropuerto de Asturias | 2005         | 2,1           |